# Dorfkirche Gutenpaaren

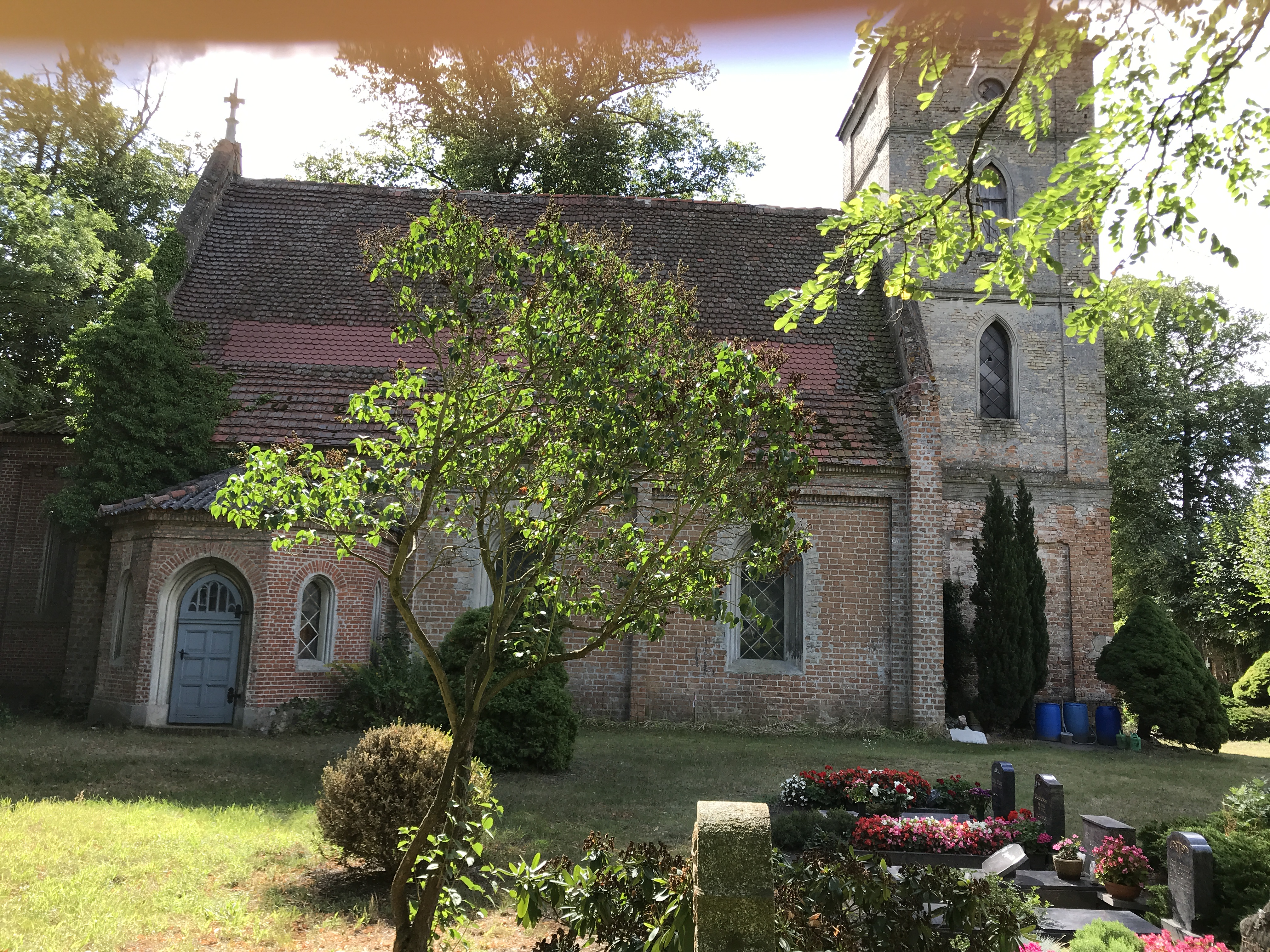
Dorfkirche Gutenpaaren

Die evangelische Dorfkirche Gutenpaaren ist eine Saalkirche aus dem 14. Jahrhundert in Gutenpaaren, einem Ortsteil der Stadt Ketzin/Havel im Landkreis Havelland im Land Brandenburg. Die Kirchengemeinde gehört zum Kirchenkreis Nauen-Rathenow der Evangelischen Kirche Berlin-Brandenburg-schlesische Oberlausitz.

## Lage
Die Landstraße 92 führt in West-Ost-Richtung durch den Ort. Im historischen Dorfzentrum steht die Kirche nördlich der Straße auf einem leicht erhöhten mit einem Kirchfriedhof, der mit einer Mauer aus Mauersteinen eingefriedet ist.

## Geschichte
Die Kirchweihe des Kernbaus fand im Jahr 1356 durch den Brandenburger Bischof Dietrich von Kothe statt. Es handelte sich um eine Stiftung von drei Brüdern aus Nauen. Der Pfarrer aus Roskow bekam im Jahr 1541 den Zehnten von den Niewitzschen Hufen aus Paaren.
Das Kirchenpatronat lag im 18. Jahrhundert beim Arzt und Schriftsteller Karl Gustav on Eckenbrecher, der einen Westturm an die Kirche anfügen ließ. Im Jahr 1863 erfolgte ein gotisierender Umbau, bei dem die Öffnungen spitzbogig verändert wurden. Außerdem kamen an der Nord- und Südseite des Langhauses Anbauten hinzu. Bei diesen Arbeiten wurden auch eine polygonale Apsis sowie der östliche Giebel neu errichtet. Das Bauwerk wird seit dem Jahr 2022 saniert. Bis 2024 konnte der Kirchturm instand gesetzt werden. Geplant ist, in einem weiteren Bauabschnitt im Kirchenschiff eine Küche und eine Toilette einzubauen. Damit sollen die baulichen Voraussetzungen geschaffen werden, um das Bauwerk zu einem gemeindlichen Zentrum aufwerten zu können.

## Baubeschreibung

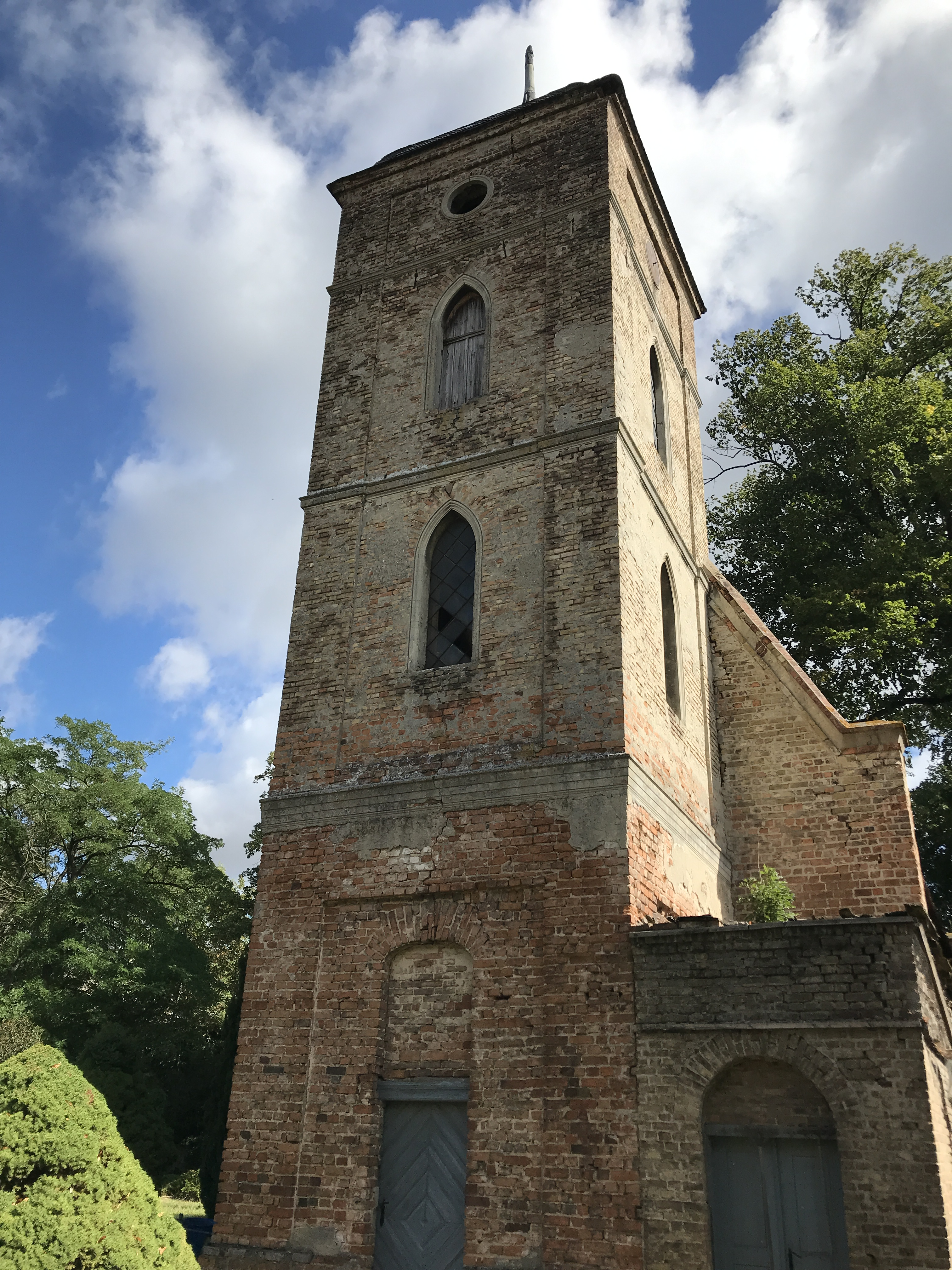
Westturm

Das Bauwerk wurde im Wesentlichen aus Mauersteinen auf einem schmalen, verputzten Sockel errichtet. Der Chor ist eingezogen und hat einen Fünfachtelschluss. In jedem Feld ist ein schmales Rundbogenfenster mit profilierter Laibung. Am Übergang zum Dach ist ein umlaufender, nach unten geöffneter Fries.
Das Kirchenschiff hat einen rechteckigen Grundriss. Die Ostwand ist mit zahlreichen Blenden verziert. An der Nordseite des Langhauses sind vier Lisenen, die die Fläche in drei Felder aufteilen. Mittig und nach Westen hin ist in jedem Feld ein großes Rundbogenfenster. Östlich ist ein polygonaler Anbau, der von Norden her durch eine große Rundbogenpforte betreten werden kann; seitlich sind kleinere Rundbogenfenster. Die Südseite ist ähnlich aufgebaut. Auch hier gibt es drei Felder, von denen im westlich gelegenen ein großes Rundbogenfenster verbaut wurde. Mittig ist ein hohes, spitzbogenförmiges Portal sowie östlich ein ebenfalls polygonaler Anbau, der von Süden her betreten werden kann. Auch er besitzt vier weitere, kleinere Rundbogenfenster.
Der Kirchturm hat einen quadratischen Grundriss und kann von Westen her betreten werden. Im unteren Geschoss ist an der Nordseite eine rundbogenförmige Öffnung, die jedoch mit Mauersteinen zugesetzt ist. Sie befindet sich in einer hochrechteckigen Blende. An der Südseite ist ein weiterer, rechteckiger Anbau, der die Tiefe des Turms sowie die Breite des Schiffs aufnimmt. Hier ist ein kleines Rundbogenfenster zur Südseite und eine rundbogenförmige Pforte zur Westseite. Dort ist auch mittig im Turm der Hauptzugang. Die hochrechteckige Pforte wurde in eine gedrückt-segmentbogenförmige Blende verbaut. Oberhalb sind – durch ein Gesims vom Erdgeschoss getrennt – an jeder zugänglichen Seite drei spitzbogenförmige Fenster. Das Glockengeschoss wird ebenfalls durch ein Gesims optisch vom übrigen Baukörper getrennt. Dort sind vier weitere spitzbogenförmige Fenster; oberhalb je eine kreisförmige Blende, in der sich zu einer früheren Zeit eine Turmuhr befand. Der Turm schließt mit einer geschweiften Turmhaube ab.

## Ausstattung
Im Innenraum steht ein geschweifter Kanzelkorb aus der Zeit um 1700, der ursprünglich wohl Teil eines Kanzelaltars war. Der Chor öffnet sich mit einem gedrückten Spitzbogen zum Kirchenschiff. Dieses besitzt ein dreijochiges Kreuzrippengewölbe, das auf Mauersteinkonsolen ruht. Die Schlusssteine sind mit Wappenschilden verziert.
Auf der Westempore steht eine Orgel im Prospekt mit vergoldeter Ornamentik aus dem Jahr 1768, das Werk wurde 1851 (1852?) von Johann Friedrich Turley erneuert. 1910 errichtete die Alexander Schuke Potsdam Orgelbau in dem Gehäuse ein neues Instrument. Dieses verfügt über acht Register auf zwei Manualen. Das Instrument wurde zuletzt 1985 überholt.
Im Turm hängen zwei spätmittelalterliche Glocken, von denen eine auf das Jahr 1511 datiert ist. An der äußeren Ostwand des südlichen Kirchenschiffs erinnert ein mit Engel verziertes Epitaph an eine 1780 verstorbene Person. Westlich des Bauwerks ist die Grabstätte der Gutsbesitzerfamilie um Albert Rohrschneider, der 1917 verstarb.